# Luftforsvarsidentifikationszone
En luftforsvarsidentifikationszone (ADIZ, efter engelsk air defense identification zone) er et område af et luftrum, hvor identifikation, placering og kontrol af fly udføres af hensyn til et lands nationale sikkerhed. Zonen kan strække sig ud over et lands territorium for at give landet mere tid til at reagere på potentielt fjendtlige fly. Luftforsvarsidentifikationszoner som koncept er ikke defineret i nogen international traktat og er ikke reguleret af noget internationalt organ.
Den første ADIZ blev etableret af USA den 27. december 1950, kort efter at daværende præsident Harry S. Truman havde proklameret en national nødsituation under Koreakrigen. Omkring 20 lande og regioner har nu sådanne zoner, herunder Canada, Indien, Japan, Pakistan, Bangladesh, Finland, Norge, Storbritannien, Folkerepublikken Kina, Sydkorea, Taiwan, USA, Sverige, Island og Iran. Rusland og Nordkorea har også uofficielle zoner. Normalvis gælder zonerne ikke for udenlandske fly, der ikke har til hensigt at komme ind i territorialt luftrum, overlapper ikke og dækker kun ubestridt territorium.
Luftforsvarszoner bør ikke forveksles med flyveinformationsregioner (flight information region; FIR), som bruges til at styre lufttrafikken.